# Clash Royale
Clash Royale — мобильная игра в жанре RTS с элементами ККИ, доступная на платформах Android и iOS, выпущенная 2 марта 2016 года компанией Supercell. За первый год Clash Royale принесла своим создателям более одного миллиарда долларов. А к 2020 году доход от игры превысил 3 миллиарда долларов. Находится в одной игровой вселенной с Clash of Clans.

## Игровой процесс
Геймплей строится на битвах, в которых вам нужно уничтожать вражеские башни с помощью уникальных карт, а также оборонять свои башни от врага. У каждого игрока по 3 башни: две башни принцесс и одна башня короля. Уничтожение одной из башен принцесс приносит одну корону. Уничтожение башни короля соперника приводит к мгновенной победе. У принцесс быстрее скорость атаки, но меньше здоровья и урона, чем у короля. Изначально башня короля находится в неактивном состоянии. Чтобы активировать башню короля, враг должен повредить её или уничтожить одну из башен принцесс. За победу, игрок получает трофеи (в зависимости от режима трофеи могут быть не получены), лаки-дропы, монеты и короны, благодаря которым он может продвигаться по Pass Royale и получать дополнительные награды.
Игрок перед боем может настроить свою игровую колоду, выбрав восемь карт, которыми он и будет играть (в колоду можно взять любую открытую карту любой редкости, за исключением карт Чемпионов, которые можно брать в единичном количестве). Каждая карта стоит определённое количество эликсира, который накапливается с определённой периодичностью в течение всей битвы (максимальное количество эликсира, которое игрок может «держать» одновременно — 10). Когда остаётся последняя минута боя, скорость накопления эликсира увеличивается в два раза. Если после трёх минут боя у игроков остаётся одинаковое количество башен, начинается «Внезапная смерть» и к игровому времени будут добавлены ещё две минуты. Для победы в режиме внезапной смерти нужно уничтожить хотя бы одну башню. В случае, если ни одна из башен не будет уничтожена, побеждает игрок, нанёсший больше урона любой из уцелевших башен противника. В редких случаях, когда по истечении времени у игроков остаётся одинаковое количество здоровья, может произойти ничья. В этом случае обоим игрокам не засчитывают трофеи (или победы в испытании).
При победе в режиме «Путь славы» игрок получает трофеи. При достижении определённого количества трофеев игрок переходит на новую арену, которая открывает новые карты. По ходу прохождения, игрок будет получать награды за достижение определённых трофеев. Наградами служат золото, сундуки, карты, волшебные предметы, кристаллы и эмодзи.
«Путь легенд» — более соревновательная версия «Пути славы», имеющая постепенно повышающиеся ограничения максимального уровня карт. Сражаясь и побеждая, игрок будет «подниматься» по ступеням — каменным и золотым. При поражении каменная ступень разрушится, и игрок «спустится» на ступень ниже. Золотые ступени при поражении не разрушаются. Путь поделён на 11 лиг — 10 «ступенчатых» и «легендарную». Каждая последующая «ступенчатая» лига длиннее предыдущей и содержит меньше золотых ступеней, однако имеет лучшие награды за достижение. После прохождения 10 «ступенчатых» лиг, игрок попадает в «легендарную» лигу и получает медали, количество которых определяет его место в рейтинге. Количество полученных медалей основано на проценте побед в «ступенчатых» лигах. Игрок может продолжать сражаться для повышения своей позиции. Завершив сезон в «легендарной» лиге, игрок получает уникальный значок с его рекордным местом в списке лидеров.

### Клан и клановые войны
Клан — это место сбора любых игроков в сообщества. Попав в клан, игрок может общаться с другими игроками, жертвовать и просить карты, а также торговать ими, участвовать в «клановых войнах», за которых также полагается награда.
Каждый клан обладает боевым кораблём. В каждый понедельник сначала начинаются тренировочные дни, в которых игроки могут заработать золото, а на четвёртый день начинается гонка, в которой корабли пяти кланов двигаются вверх по реке от старта до финиша. Чтобы продвинуться в списке лидеров, игрокам предстоит зарабатывать очки славы, участвуя в сражениях на левом и правом берегу реки. На левом берегу реки сражение предусматривает битву-дуэль против другого случайного игрока до двух побед, где каждый новый бой должен быть сыгран новой специально отобранной колодой. Сражение на правом берегу предусматривает обычный однократный бой, а также бой со специальным режимом («Тройной эликсир», «Внезапная смерть» и др.).
Для клановой войны отбираются четыре игровые колоды, карты в которых не повторяются. Чем больше побед одержит игрок, тем больше очков славы он получит. В конце дня кланы, согласно их месту в списке лидеров, получают очки движения (штурвалы), которые являются своеобразным «топливом» для движения корабля. Кроме того, есть возможность устанавливать на свой корабль защиту, которая будет приносить дополнительные очки движения, если она уцелеет. Починить уничтоженную защиту нельзя. Существует возможность нападать на корабли соперников, для разрушения их защиты и получения дополнительных очков славы.
Корабли достигают финиша в течение 4 — 7 дней, и с начала новой недели начинается новая гонка. Вне зависимости от того, доплыл ли корабль до финиша или нет, участники клана получат награду в зависимости от итогового места корабля клана в списке лидеров.

### Карты
Карты разделены на пять классов по редкости: обычные, редкие, эпические, легендарные и Чемпионы.
Обычные и редкие карты выпадают практически в каждом сундуке, эпические — реже, легендарные и чемпионы — самые редкие. Из эпического сундука выпадают только эпические карты, из легендарного — одна легендарная, начиная с 11-й арены, а из чемпионского, начиная с 16 арены, одна карта чемпиона.
Карты делятся на «войска» (передвигаются и атакуют), «здания» (не могут перемещаться, со временем теряют здоровье, в зависимости от типа могут атаковать вражеские войска, призывать союзные или производить эликсир — «сборщик эликсира») и «заклинания» (наносят постепенный или моментальный урон по области и/или призывают союзные войска). Все войска и строения могут быть размещены только на своей половине поля (за исключением таких карт, как «Шахтер» и «Гоблинский бур»). Заклинания же могут быть использованы на любом участке поля (кроме «Бревна», «Бочки с варваром» и «Королевской почты», которые могут быть размещены только на своей половине поля). Почти все заклинания могут нанести неминуемый урон. У каждой карты есть свои уникальные способности, которые могут пригодиться в той или иной ситуации.
У каждой карты есть свой уровень, при этом обычные карты вначале имеют первый уровень, редкие — третий, эпические — шестой, легендарные — девятый и Чемпионы — сразу одиннадцатый. Чтобы повысить уровень карты нужно накопить необходимое количество дубликатов, выпадающих из сундуков, получаемые при использовании «Джокеров» или «Книг карт», а также от участников клана, после чего заплатить за её улучшение монетами, при этом каждый раз плата за улучшение карты будет повышаться, за исключением максимального 15-го уровня карты, который прокачивается бесплатно при наличии 50 000 элитных карт Джокеров. С увеличением уровня карты растёт её здоровье и сила. Прокачивая карты, игрок постепенно увеличивает также уровень своих башен. За повышение уровня короля игрок получает бонусные сундуки и открывает различный функционал.
Параллельно с основным уровнем карты можно повышать её звёздный уровень, который привносит в нее косметических изменениях. Для повышения звёздного уровня используется специальная валюта — звёздные очки. Также у некоторых карт при помощи «Эволюционных осколков» можно открыть «Эволюцию» — более сильную версию карты с особыми умениями, появляющуюся на поле боя после нескольких использований карты, называемыми циклами (обычно 1 или 2). В колоде могут быть одновременно две карты с Эволюцией (за исключением особых испытаний, где в качестве условий боя в колоду можно взять 4 или даже все 8 эволюций).

### Испытания
В игре имеется режим «События», который состоит из испытаний и турниров. Доступ к испытаниям осуществляется за кристаллы или бесплатно. Присутствуют также испытания с различными режимами (это могут быть как обычные «Двойной эликсир» и «2 на 2», так и уникальные «Тёмный эликсир» или «испытание с особой картой», созданной исключительно для этого испытания). За прохождение испытания игрок различные награды (от монет до уникальных эмодзи и скинов на башни). После 3 поражений игрок автоматически покидает испытание и получает свои награды. Игрок также может попробовать ещё раз за некоторую плату в виде кристаллов или бесплатно, если у него активен Pass Royale). Дважды в месяц проходит «Королевский Турнир» — Большое испытание, где цель — набрать как можно больше побед, допустив не более 5 поражений.
Ранее во вкладке «События» был так называемый «Сезонный магазин» , где за жетоны, получаемые в испытаниях, можно было приобрести: золото, карты, осколки эволюции, иногда эмодзи, украшение или фон и тому подобное в ограниченном количестве. В начале 2025 года он был удален из игры, а в испытаниях событий вместо жетонов теперь за ваши победы предлагается золото и главная награда (украшение профиля или эмодзи).
Ежегодно осенью проходит главное испытание — Лига Clash Royale (англ. Clash Royale League). Цель — 20 побед, 3 права на поражение, без возможности попробовать снова. 1 июля 2019 года в игру были добавлены сезонные испытания.

### Pass Royale
Pass Royale — это особая акция, которая начинается каждый месяц с определённой стилистикой месяца (Рождество, Хэллоуин, Лунный Новый Год и т. д.). В Pass Royale, игрок за короны, которые он получает в бою, может получить дополнительные награды. Его можно либо оформить за реальные деньги, либо проходить бесплатно. Акция делится на бесплатный блок (в котором игрок получает только сундуки, золото) и блок Pass Royale (оплатив который, игрок открывает дополнительный блок наград, наряду с бесплатным блоком). Ранее Pass Royale делился на Золотой и Алмазный, но на данный момент существует лишь один платный пропуск. На момент 2025 года в Pass Royale 90 уровней, каждый из которых требует 10 корон.
Pass Royale позволяет игроку получать дополнительные награды за игру, неограниченно участвовать в испытаниях. Эксклюзивными предметами для обладателей платного пропуска обычно являются: скин на башню игрока, анимированное эмодзи.

## Чемпионат

### Clash Royale League
Clash Royale League — официальный командный чемпионат мира по киберспорту в формате лиги, разработанный Supercell. Он состоял из 5 лиг: Северная Америка, Европа, Латинская Америка, Азия и Китай. Первый сезон стартовал 20 августа 2018 года. После пятнадцати игр каждой команды в регулярном сезоне в каждом регионе был проведен плей-офф, после чего 1 декабря в Токио, Япония, состоялся мировой финал. В число финалистов вошли Nova Esports (Китай), KingZone Dragon-X (Азия), Vivo Keyd (Латинская Америка), Team Queso (Европа), Immortals (Северная Америка) и PONOS Sports из Японии. PONOS заняли второе место в Азии и были допущены к мировому финалу из-за статуса принимающей страны в Японии. В турнире посева команды были ранжированы. После этого две лучшие команды из турнира посева получили путевку в четверть финала и автоматически попали в полуфинал и далее. Чемпионами мира первого сезона стали Nova Esports.
| Дата           | Место                                                      | Победитель   | Второе место | Приз       | Прим.       |
| -------------- | ---------------------------------------------------------- | ------------ | ------------ | ---------- | ----------- |
| 1 декабря 2018 | Выставочный зал Макухари 6, Токио, Япония                  | Nova Esports | Vivo Keyd    | $1,000,000 | [ 7 ] [ 8 ] |
| 7 декабря 2019 | Выставочный зал Shrine Expo Hall, Лос-Анджелес, Калифорния | Team Liquid  | W.EDGM       | $400,000   | [ 9 ]       |

### Clash Royale Crown Championship
Clash Royale Crown Championship был официальным чемпионатом мира по киберспорту в игре, разработанной Supercell. Турнир объединяет лучших игроков со всего мира из Северной Америки, Азии, Латинской Америки, Европы и других стран. Первый чемпионат собрало более 28 миллионов участников по всему миру, став крупнейшим событием Clash Royale в мире. Первым чемпионом мира стал Sergioramos, который обыграл MusicMaster со счетом три гейма к одному в финале чемпионата мира Crown Championship. На чемпионате Crown Championship 2017 года в Лондоне 16 лучших игроков «Clash Royale» в мире боролись за призовой фонд в размере 400 000 долларов. Чемпионат Clash Royale Crown Championship 2018 года провели в Азии.
| Дата           | Место                            | Победитель  | Второе место | Призовой фонд | Прим.         |
| -------------- | -------------------------------- | ----------- | ------------ | ------------- | ------------- |
| 3 декабря 2017 | Купер бокс арена, Лондон, Англия | Sergioramos | MusicMaster  | $400,000      | [ 11 ] [ 15 ] |

### Азиатские игры
Clash Royale был частью демонстрационного мероприятия по киберспорту во время Азиатских игр 2018 года, проходивших в Индонезии. Восемь стран могли принять участие после прохождения соответствующей региональной квалификации, при этом Индонезия автоматически квалифицируется в качестве принимающей страны.

## Региональные ограничения
9 марта 2022 года компания Supercell объявила об удалении своих игр, включая Clash Royale, из магазинов App Store и Google Play в России и Белоруссии в связи с вторжением России на Украину.
28 марта 2023 года компания Supercell заблокировала Clash Royale на территории России и Беларуси.

## Награды и критика
| Сводный рейтинг       | Сводный рейтинг |
| Агрегатор             | Оценка          |
| --------------------- | --------------- |
| Metacritic            | iOS: 86/100     |
| Иноязычные издания    |                 |
| Издание               | Оценка          |
| Game Informer         | 8/10            |
| Gamezebo              | [ 21 ]          |
| Русскоязычные издания |                 |
| Издание               | Оценка          |
| «Игры Mail.ru»        | 9/10            |

Clash Royale признана лучшей игрой первой половины 2016 года по версии Google Play Awards, и уже в первые дни после официального релиза получила самые высокие отзывы игроков. Clash Royale также была признана Apple самой популярной игрой для iPhone по итогам 2016 года.
| Дата | Награда                            | Категория                                | Результат | Ист.   |
| ---- | ---------------------------------- | ---------------------------------------- | --------- | ------ |
| 2016 | Google Play Awards                 | Лучшая игра                              | Победа    | [ 24 ] |
| 2016 | The Game Awards                    | Лучшая мобильная/портативная игра        | Номинация | [ 25 ] |
| 2016 | British Academy Games Awards       | Приз зрительских симпатий AMD eSports    | Победа    | [ 26 ] |
| 2017 | International Mobile Gaming Awards | Лучшая предстоящая игра                  | Победа    | [ 27 ] |
| 2017 | International Mobile Gaming Awards | Лучшая многопользовательская игра        | Победа    | [ 28 ] |
| 2017 | Game Developer Choice Awards       | Лучшая мобильная/портативная игра        | Номинация | [ 29 ] |
| 2017 | SXSW Gaming Awards                 | Мобильная игра года                      | Номинация | [ 30 ] |
| 2017 | Finnish Game Awards                | Игра года на малом экране                | Победа    | [ 31 ] |
| 2017 | Finnish Game Awards                | Главная награда — Финская игра года 2016 | Победа    | [ 31 ] |
| 2017 | Nordic Game Awards                 | Скандинавская игра года на малом экран   | Номинация | [ 32 ] |
| 2017 | Nordic Game Awards                 | Скандинавская игра года                  | Номинация | [ 32 ] |
| 2018 | British Academy Games Awards       | Развивающаяся игра                       | Номинация | [ 33 ] |
| 2019 | British Academy Games Awards       | Мобильная игра года                      | Номинация | [ 34 ] |
| 2020 | Pocket Gamer Mobile Games Awards   | Лучший мобильный киберспорт              | Победа    | [ 35 ] |